# Intervento militare contro lo Stato Islamico
L'intervento militare contro lo Stato Islamico dell'Iraq e del Levante, condotto dalla coalizione contro lo Stato Islamico o coalizione contro l'ISIS, è un intervento militare internazionale nella guerra civile irachena e nella guerra civile siriana contro lo Stato Islamico in Iraq e Siria. L'intervento mira a interdire l'espansione dei gihadisti salafiti del cosiddetto Stato Islamico, che hanno preso il controllo nel corso del 2014 di città quali Raqqa in Siria, Falluja, Mosul e Tikrit in Iraq.
Gli Stati Uniti hanno cominciato attacchi aerei in Iraq dall'8 agosto del 2014 e in Siria dal 23 settembre, e hanno formato una coalizione di numerosi Paesi occidentali e arabi. L'intervento militare a guida statunitense consiste in attacchi aerei contro obiettivi dello Stato Islamico, condotti per lo più dagli Stati Uniti, e in assistenza militare (armi e addestratori) al governo iracheno, al Kurdistan iracheno, al Kurdistan siriano e ad alcuni gruppi armati dell'opposizione siriana. Gli Stati Uniti hanno anche attaccato il Fronte al-Nusra in Siria, in particolare la sua cellula chiamata gruppo Khorasan.
Hanno condotto attacchi aerei in Iraq o Siria gli Stati Uniti, la Francia, il Regno Unito, i Paesi Bassi, il Belgio, la Danimarca, l'Australia, il Canada, e paesi arabi quali la Giordania, il Marocco, l'Arabia Saudita, il Qatar, il Bahrein e gli Emirati Arabi Uniti. Germania, Italia, Spagna e altri stati si sono limitati a un sostegno militare e logistico. Nel corso del primo anno di intervento militare, tra agosto 2014 e agosto 2015, gli Stati Uniti hanno realizzato il 68% dei 3 683 attacchi aerei della coalizione in Iraq e il 95% dei 2 306 attacchi aerei in Siria.
Indipendentemente dalla coalizione arabo-occidentale, sono intervenuti militarmente contro l'ISIS e in sostegno dei governi iracheno e siriano l'Iran, che ha schierato truppe in combattimento in Iraq e in Siria, e la Russia, con attacchi aerei in Siria incominciati il 30 settembre 2015. A differenza di Iran e Russia, la coalizione arabo-occidentale non appoggia il governo siriano e sostiene invece l'opposizione siriana moderata.

## Coalizione a guida statunitense

### Stati Uniti d'America

Insegna della Combined Joint Task Force - Operation Inherent Resolve (CJTF-OIR).

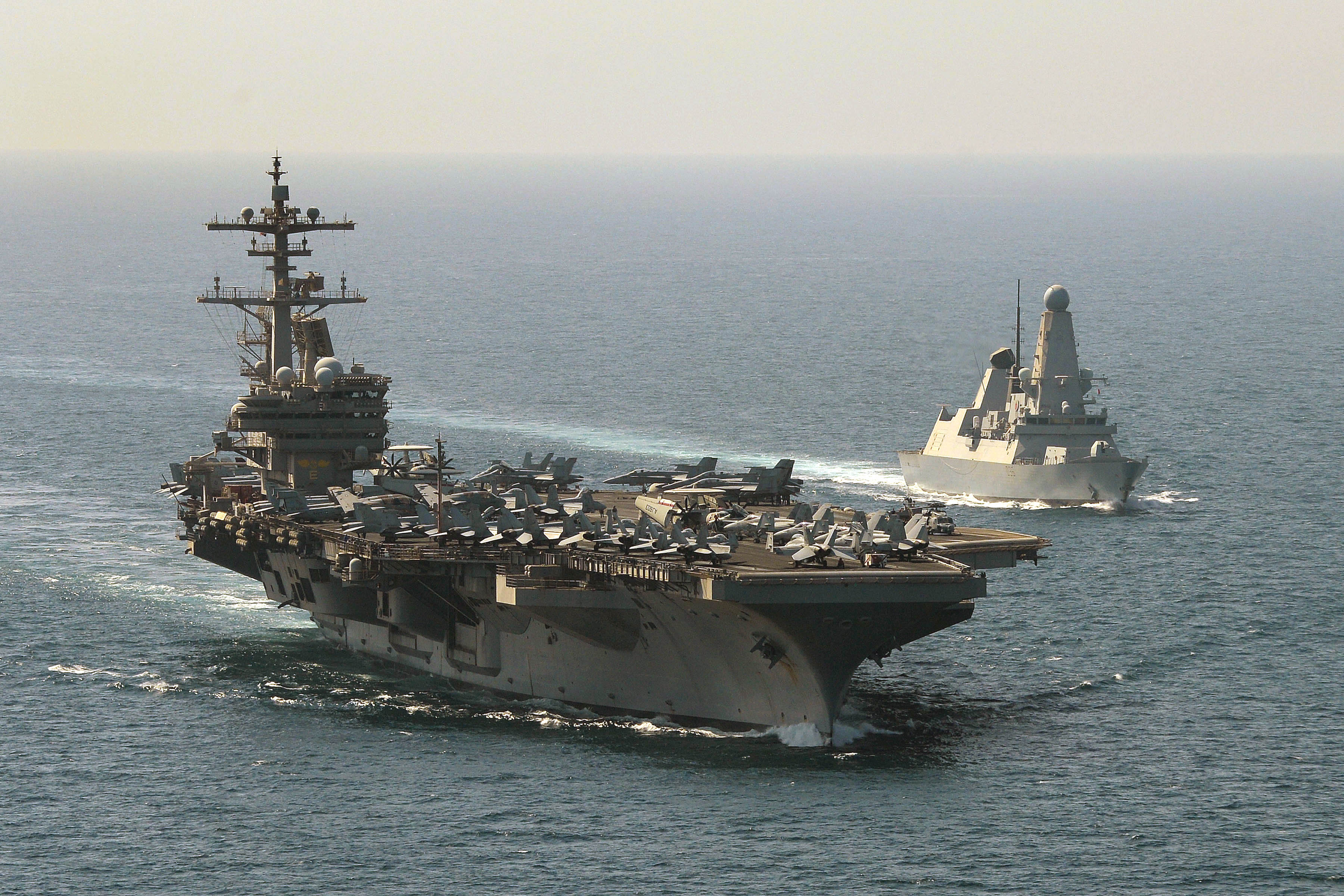
Le portaerei USS George H. W. Bush, scortata dalla nave britannica HMS Defender nel corso dell'operazione Shader (1º ottobre 2014).

A partire da luglio 2014, varie centinaia di soldati statunitensi sono stati dispiegati in Iraq per garantire la sicurezza di siti quali l'Ambasciata USA a Baghdad o il consolato generale di Erbil, la capitale del Kurdistan iracheno · . Assaltatori della Delta Force tentano inutilmente di soccorrere l'ostaggio statunitense James Wright Foley, che sarà trucidato il 19 agosto da Dāʿesh..
Dall'inizio dell'estate 2014, le forze americane realizzano missioni di perlustrazione nel nord dell'Iraq tramite droni e caccia McDonnell Douglas F/A-18 Hornet.
L'8 agosto, di fronte alla progressione dei gihadisti di Dāʿesh in Kurdistan, gli USA avviano missioni aeree di bombardamento in Iraq, tre anni dopo il loro ritiro da quel Paese. Le operazioni sono dirette da uno stato maggiore della coalizione, situato nella base aerea di al-Udayd, in Qatar, servito dal 380º distaccamento di spedizione aerea (Air Expeditionary Wing). Le forze militari USA non danno inizialmente alcun nome alla loro operazione e solo il 15 ottobre il Pentagono attribuirà un nome all'intervento, chiamandolo Assoluta Determinazione (Inherent Resolve).
Il 26 agosto gli USA acquisiscono informazioni in Siria tramite droni per determinare gli obiettivi da colpire. · 
Il 28 agosto, il presidente Barack Obama riconosce che gli Stati Uniti non hanno ancora "una strategia" in Iraq e in Siria.
La notte del 22-23 settembre, l'aviazione e i missili da crociera dell'aeronautica militare e delle altre forze armate statunitensi, sostenuti dall'Arabia Saudita, Giordania ed Emirati Arabi Uniti, intervengono per la prima volta in Siria bombardando una ventina di siti, principalmente nel governatorato di al-Raqqa, in quello di Hassaké e di Deir el-Zōr.

Territori controllati o semicontrollati dallo Stato Islamico dell'Iraq e Levante tra Iraq e Siria.

Il 4 ottobre, elicotteri d'attacco Boeing AH-64 Apache dell'US Army sono impegnati di nuovo in Iraq, mentre elementi dello stato maggiore della 1ª Divisione di Fanteria americana vengono schierati per coordinare le forze USA in Iraq, che passeranno da 1 200 a 1 600 uomini.
Il 7 novembre, gli USA annunciano l'invio di 1 500 consiglieri militari in Iraq.
Il 9 dicembre 2017 il primo ministro iracheno dichiara ufficialmente la fine della guerra in Iraq contro l'ISIS avendo conseguito la completa riconquista della frontiera Iraq-Siria. Molti combattenti dello Stato Islamico, anziché combattere, preferiscono fuggire in territorio siriano per affrontare le forze governative siriane.

### Francia

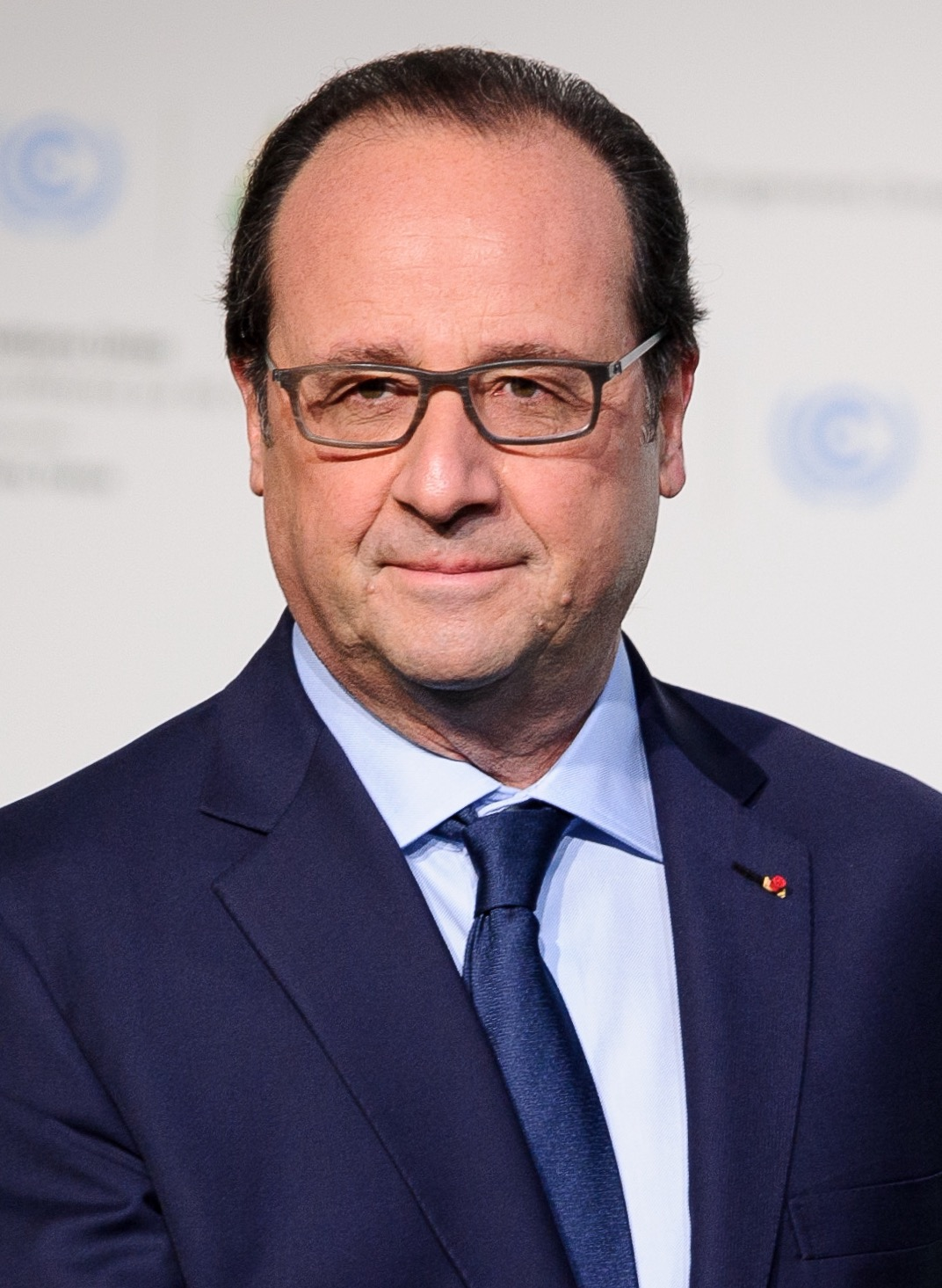
La Francia è il primo paese europeo a impegnarsi maggiormente nella lotta contro lo Stato Islamico. Nella foto è mostrato il Presidente della Repubblica francese François Hollande.

La Francia prende parte alle operazioni aeree in Iraq del 2014, impegnando nove caccia Rafale, sei caccia Mirage 2000, un aereo da rifornimento C-135 Stratolifter, un aereo pattugliatore marittimo Atlantique 2 e un E-3F Sentry. Le forze francesi sono basate in Giordania, Qatar ed Emirati Arabi Uniti.
Dall'agosto 2014, la Francia comincia una vendita d'armi ai Curdi d'Iraq «per sostenere la capacità operativa delle forze impegnate contro lo Stato Islamico». A partire dal 15 settembre, due aerei Rafale dell'Armée de l'air, basati ad al-Ẓafra, negli Emirati Arabi Uniti, effettuano missioni di riconoscimento aereo al di sopra dell'Iraq ·  e il 19 settembre, la Francia effettua i suoi primi bombardamenti in Iraq, l'intervento francese viene chiamato Opération Chammal.
Il 1º ottobre 2014, la Francia annuncia la partenza della fregata Jean Bart per il golfo Persico. Essa imbarca, al momento dello scalo a Gibuti, marinai statunitensi incaricati di equipaggiare la nave per poterla far dialogare direttamente coi centri di comando alleati.
Il 5 ottobre, tre Rafale di base a St-Dizier e una trentina di uomini incaricati della messa in opera e del pilotaggio di aeromobili, arricchiscono il contingente francese.
Il 23 febbraio 2015, il gruppo aeronavale della Charles de Gaulle arriva nel golfo Persico. Comandato dal contrammiraglio Éric Chaperon, esso è composto dalla portaerei, da un sottomarino nucleare d'attacco, dalla fregata da difesa antiaerea Chevalier Paul e da una fregata britannica anti-sommergibile (HMS Kent), oltre che dalla petroliera da rifornimento Meuse e da circa 2 700 marinai imbarcati. · . La Charles de Gaulle parte il 13 gennaio da Tolone per una missione di circa cinque mesi, essa imbarca dodici Rafale, nove Super-Étendard, un E-2 Hawkeye e quattro elicotteri.
Il 27 settembre 2015 la Francia ha incominciato bombardamenti contro l'ISIS anche in Siria. Dopo gli attentati del 13 novembre 2015 a Parigi, definiti da François Hollande un atto di guerra, la Francia ha intensificato i bombardamenti sulla capitale dello Stato Islamico in Siria, Raqqa, auspicando il sostegno dei paesi dell'Unione europea.

### Regno Unito
Il Regno Unito fa parte della Coalizione impegnata a partire dal 2014, a livello aereo, sui cieli iracheni. Impegna a tal fine otto velivoli Tornado, un C-130J Super Hercules, un Voyager, un RC-135W e quattro droni MQ-9A Reaper. Le forze britanniche sono basate a Cipro e in Kuwait.
Il 26 settembre, il Regno Unito risponde positivamente alla richiesta formale d'intervento del governo iracheno. La partecipazione dell'esercito britannico diventa possibile in Iraq nel quadro dell'Operazione Shader.
Il 25 ottobre, effettua le sue prime azioni di bombardamento sull'Iraq distruggendo una postazione di artiglieria e un veicolo equipaggiato con una mitragliatrice pesante.
A fine novembre, secondo il Daily Mail, le SAS avrebbero realizzato numerose incursioni in Iraq e ucciso 200 gihadisti in quattro settimane. · 
Secondo il Ministero della Difesa del Regno Unito, la RAF ha effettuato 7 azioni di bombardamento in ottobre, 8 in novembre, 12 in dicembre, 18 in gennaio e 12 in febbraio.
Il 3 dicembre 2015 il Parlamento britannico autorizza la RAF a operare militarmente sui cieli anche della Siria, per colpire le postazioni di Da'esh e le infrastrutture petrolifere utili per la vendita di petrolio da parte dell'organizzazione gihadista.

### Australia
L'Australia partecipa alle operazioni aeree in Iraq impegnando otto caccia F/A-18E Super Hornet, un E-7A Wedgetail e un rifornitore in volo KC-30A, oltre a un contingente di 400 aviatori della Royal Australian Air Force e 200 membri della Forze speciali. Le forze australiane sono basate negli Emirati Arabi Uniti · .

### Canada
Il Canada si è schierato nel 2014 per l'intervento militare aereo in Iraq e per questo schiera sei caccia da combattimento CF-18 Hornet, due aerei pattugliatori marittimi Lockheed P-3 Orion, un aereo da rifornimento in volo CC-150 Polaris e 600 militari naviganti e no. Le forze canadesi sono basate in Kuwait.
Il 2 novembre, il Canada effettua le sue prime azioni vicino a Falluja.
Il 19 gennaio 2015, lo Stato Maggiore canadese annuncia che le forze speciali canadesi si sono scontrate con le truppe di Dāʿesh in Iraq nei giorni precedenti. È il primo scontro di terra che oppone soldati della Coalizione internazionale ai gihadisti di Dāʿesh in Iraq.
Il 6 marzo, un soldato canadese delle forze speciali viene ucciso dal fuoco amico delle forze curde.
Il 9 aprile, il Canada ha espanso il suo intervento alla Siria, effettuando il primo attacco aereo contro l'ISIS nei pressi di Raqqa.

### Paesi Bassi
I Paesi Bassi prendono parte agli interventi militari aerei in Iraq del 2014 e impegnano per i combattimenti otto F-16 Fighting Falcon. Le forze olandesi sono basate in Giordania.
Il 7 ottobre 2014, la Regia Aeronautica militare dei Paesi Bassi conduce le sue prime azioni dopo l'approvazione del Parlamento delle missioni aeree sull'Iraq e la Siria. Il Paese invia 8 caccia F-16 sulla base di Azraq, in cui soldati olandesi (tattici, meccanici e piloti) sono raggruppati con 250 membri dell'Aeronautica militare giordana, e con il contingente belga di 120 persone. Alla data dell'8 gennaio 2015, essa ha impegnato 375 azioni di caccia. Il governo ha fatto sapere che in nessun caso invierà truppe di terra per affrontare direttamente Dāʿesh.

### Belgio
Il Belgio partecipa alle azioni con sei F-16 Fighting Falcon. Le forze belghe sono basate in Giordania.
Il 24 settembre, il ministro belga della Difesa Pieter De Crem annuncia lo schieramento di sei F-16 della Composante air. Il contingente comprende 120 persone stazionate nella base aerea di Azraq in Giordania. Il 5 ottobre, l'esercito belga conduce le sue prime azioni di bombardamento, seguite il 7 ottobre dalla Regia aeronautica militare olandese. L'8 gennaio 2015, il Belgio specifica di aver realizzato 298 missioni.

### Danimarca
La Danimarca ha scelto di prendere parte alle operazioni aeree in Iraq e impegna per questo sette aerei F-16 Fighting Falcon. Le forze danesi hanno base nel Kuwait.
Nell'agosto del 2014, il Parlamento danese aveva inviato in Iraq un aereo da trasporto C-130J Hercules e 55 militari per difenderli e mantenerli operativi.

### Germania
La Germania ha inviato 40 istruttori militari in Iraq. Il 4 dicembre 2015, in seguito alla richiesta di aiuto della Francia dopo gli attentati del 13 novembre 2015 a Parigi, il Bundestag ha autorizzato un sostegno militare agli attacchi contro Da'esh in Siria, inviando aerei da ricognizione, una fregata e 1 200 soldati nella regione. Le forze militari tedesche non realizzeranno comunque attacchi aerei e non saranno usate in combattimento.

### Italia
Da fine agosto 2014, l'Italia ha inviato 200 mitragliatrici, 650 000 munizioni e 2 000 razzi RPG ai Peshmerga del Kurdistan iracheno. Ha inoltre inviato in Iraq e nella regione 530 militari appartenenti a tutte le Forze Armate, impegnati nell'addestramento delle forze di sicurezza curde e irachene a Erbil e Baghdad, nella ricognizione e sorveglianza con velivoli e aerei a pilotaggio remoto, e nell'attività di rifornimento in volo degli aerei della coalizione. Nelle operazioni di ricognizione, sorveglianza e rifornimento in volo sono utilizzati 4 bombardieri Tornado, 2 droni Predator e 1 velivolo da rifornimento in volo KC-767, basati in Kuwait. Da gennaio a novembre 2015, il contingente italiano ha addestrato oltre 2 000 Peshmerga su un totale di circa 5 000 formati dalla coalizione. Nel dicembre 2015, il governo italiano ha annunciato l'invio di 450 nuovi soldati italiani nel nord dell'Iraq per proteggere la diga di Mosul e i suoi lavori di riparazione da parte di un'azienda italiana.

### Spagna
La Spagna ha deciso di inviare 300 istruttori militari in Iraq.

### Portogallo
Il Portogallo invia in Iraq 30 istruttori militari del "Troupe Command Center" (CTC) e fornisce 230 000 € per l'aiuto umanitario.

### Arabia Saudita
L'Arabia Saudita prende parte alle operazioni aeree in Siria con 15 aerei, di cui quattro F-15S Eagle, quattro Tornado, quattro Typhoon, un E-3 Sentry, un KE-3 e un Beechcraft 200.
Il 5 gennaio 2014, il posto di frontiera di Suayf, situato presso la città di Arar, è attaccato da quattro uomini armati. Tre assalitori sono uccisi nello scambio di colpi di arma da fuoco e un altro è fatto prigioniero, ma aziona la cintura esplosiva che indossava e uccide tre militari, tra cui il generale Oudah al-Belawi, comandante della Guardia di Frontiera della provincia della Frontiera settentrionale.

### Emirati Arabi Uniti
Gli Emirati Arabi Uniti prendono parte alle operazioni aeree in Siria, e a tal fine impegnano 12 aerei, sei F-16 Fighting Falcon e sei Mirage 2000.
In dicembre 2014, gli EAU sospendono però la loro partecipazione ai raid aerei in seguito alla cattura del pilota giordano, Mu'adh al-Kasasbeh. Gli EAU avevano condotto fino a quel momento più missioni aeree di tutti gli altri Paesi della Coalizione.. Gli Emirati riprendono le loro azioni il 10 febbraio 2015.

### Bahrein
Il Bahrein prende parte alle operazioni aeree in Siria, impiegando quattro F-16 Fighting Falcon.

### Qatar
Il Qatar prende parte alle operazioni aeree della Coalizione Internazionale in Siria, impiegando due Mirage 2000 e un C-130 Hercules.

### Giordania
La Giordania partecipa alle operazioni aeree sull'Iraq e la Siria, schierando quattro F-16 Fighting Falcon e un C-130 Hercules.
Il 24 dicembre, la coalizione perde il suo primo velivolo in combattimento. Un General Dynamics F-16 cade a causa di un guasto tecnico a Raqqa e il suo pilota, il tenente Mu'adh al-Kasasbeh, è fatto prigioniero da Dāʿesh. · 
Il 3 febbraio 2015, lo Stato Islamico annuncia di aver ucciso il pilota giordano, bruciandolo vivo in una gabbia. Come rappresaglia, la Giordania impicca due jihadisti, condannati a morte da anni, prima che intervenisse una moratoria sulle esecuzioni capitali: l'irachena Sagida al-Rishawi, implicata negli Attentati di Amman del 2005 (di cui Dāʿesh aveva chiesto lo scambio col pilota giordano) e Ziyad Khalaf Raja al-Karbuli, membro di al-Qa'ida.

### Marocco
Il Marocco partecipa alle operazioni aeree del 2014 sulla Siria e l'Iraq, impegnando sei aerei F-16C/D Fighting Falcon. Le forze marocchine sono basate negli Emirati Arabi Uniti.
Nel dicembre del 2014, il Marocco conferma di aver inviato aerei da caccia F-16 e piloti delle Forze aeree reali marocchine per combattere in Iraq. Questi sono posti sotto il comando degli EAU. Al 7 gennaio 2015, gli aerei da caccia marocchini hanno partecipato in circa 20 missioni.

## Intervento russo
A fine settembre 2015 la Russia, in coordinamento con i governi di Siria, Iraq e Iran, su richiesta di aiuto del governo siriano di Assad, incomincia bombardamenti aerei contro l'ISIS e altre forze di opposizione in Siria. Ciò inizialmente inasprisce le tensioni con gli Stati Uniti, soprattutto sulla questione dell'appoggio al regime di Bashar al-Assad.
A seguito dell'abbattimento, rivendicato dallo Stato Islamico, di un aereo russo nel Sinai il 31 ottobre 2015 e degli attentati di Parigi a novembre, i russi intensificano, contemporaneamente alla Francia, gli attacchi contro le roccaforti del "califfato" in Siria, tramite bombardamenti dalla base siriana di Latakia e con missili da crociera da navi militari russe nel Mediterraneo.

## Bilancio
Il 10 settembre, il Dipartimento della Difesa degli Stati Uniti d'America annuncia che è stato realizzato un totale di 154 operazioni di bombardamento da parte della Coalizione internazionale dall'inizio del conflitto. Diverse nazioni, tra cui la Germania, il Canada, la Francia e il Regno Unito forniscono un aiuto umanitario e militare al governo iracheno, alle autorità curde e a gruppi che combattono Dāʿesh. Altre, come i Paesi Bassi o l'Australia non armano gruppi combattenti di terra, giacché è possibile che, in caso di arretramento del fronte e d'abbandono delle armi pesanti, Dāʿesh se ne serva contro i Paesi vicini e gli aerei che effettuano bombardamenti. Inoltre, alla fine del conflitto, il destino di queste armi è incerto. I Paesi Bassi hanno confermato di muoversi di notte per ridurre il rischio di essere presi in ostaggio da Dāʿesh mentre consegnano materiale umanitario e sanitario a diversi villaggi.
Si stima che tra agosto e ottobre 2014, duemila raid aerei siano stati condotti dalla Coalizione internazionale, di cui il 90 % dagli Stati Uniti.
Al 31 dicembre 2014, il bilancio parla di più di 3 000 obiettivi nemici colpiti in 1 679 bombardamenti, per un totale di 15 465 sortite aeree.
Gli obiettivi sono stati 58 carri armati, oltre 900 veicoli, di cui 184 Humvee e 26 veicoli blindati, 52 bunkers, 673 postazioni di combattimento e quasi mille diversi edifici.

## Strategia internazionale
Il 14 ottobre 2014, i capi militari di 22 Paesi si sono riuniti a Washington per definire una strategia contro Dāʿesh. I 23 Paesi della Coalizione sono: Australia, Bahrain, Belgio, Regno Unito, Canada, Danimarca, Egitto, Francia, Germania, Iraq, Italia, Giordania, Kuwait, Libano, Paesi Bassi, Nuova Zelanda, Qatar, Arabia Saudita, Spagna, Svezia, Turchia, Emirati Arabi Uniti e Stati Uniti.. Successivamente aderiscono diversi altri paesi all'interno della coalizione.

## Ostaggi uccisi
Il 19 agosto 2014, un video è messo online su Internet e in esso un uomo, membro di Dāʿesh, vestito interamente di nero e armato di un coltellaccio, si pone accanto a James Wright Foley. Il video mostra Foley che biasima l'intervento statunitense ed esprime il proprio desiderio di passare più tempo con la sua famiglia. L'uomo in nero critica allora le azioni del governo statunitense contro l'ISIS, esprimendosi in un inglese con accento britannico. Secondo la versione online del britannico The Guardian, un antico ostaggio avrebbe riconosciuto quest'uomo, che si farebbe chiamare John e sarebbe originario di Londra. Più avanti, nel video, egli decapita Foley col suo coltello, e minaccia in seguito di uccidere un altro ostaggio, Steven Joel Sotloff.. 
I bombardamenti statunitensi comunque proseguono.
Il 2 settembre 2014, un nuovo video è messo online. In esso si vede la stessa scena del video anzidetto, e Steven Sotloff ha al fianco lo stesso uomo vestito di nero. Questi uccide Sotloff e minaccia di trucidare David Haines, un ostaggio britannico. · 
Reagendo a tali immagini, Barack Obama afferma che gli USA non si lasceranno «intimidire» da Dāʿesh.
Il 13 settembre 2014, viene diffuso un video intitolato Un messaggio agli alleati dell'America. Il gruppo gihadista rimprovera al Regno Unito di aver raggiunto la Coalizione creata dagli USA, che bombarda con l'aviazione il cosiddetto "Stato Islamico" in Iraq. Come rappresaglia esso uccide David Cawthorne Haines, un cittadino britannico impegnato in azioni umanitarie. ·  Lo SI minaccia, alla fine del video, di ammazzare un altro ostaggio britannico.
Il 22 settembre 2014, il gruppo Jund al-Khilāfa fī Arḍ al-Jazāʾir (in arabo جند الخلافة في أرض الجزائر‎?), "Soldati del califfato nella terra d'Algeria", rivendica il rapimento di Hervé Gourdel, un turista francese di 55 anni, guida di alta montagna a Saint-Martin-Vésubie, nel massiccio del Djurdjura, vicino al villaggio di Aït Ouabane, nel comune di Akbil. Esso minaccia di ucciderlo entro 24 ore se la Francia non dovesse cessare la sua Opération Chammal contro lo SI in Iraq. ·  Il governo di Parigi rifiuta l'ultimatum e le ricerche dell'esercito algerino non danno frutti. Il 24 settembre 2014, i gihadisti dell'organizzazione terroristica algerina annunciano che l'ostaggio è stato decapitato, diffondendo il video della sua uccisione.
Il 3 ottobre 2014, il gruppo gihadista Dāʿesh diffonde un nuovo video in cui viene ripresa la selvaggia esecuzione di Alan Henning, secondo ostaggio britannico. Il contorno scenografico è identico a tutti gli altri. Un nuovo ostaggio è direttamente minacciato della stessa fine alla fine del video: si tratta di Peter Edward Kassig, ostaggio statunitense di 24 anni, tenuto prigioniero dalla fine del 2013.

Il 16 novembre, Dāʿesh pubblica un ulteriore video in cui si annuncia l'uccisione di Peter Kassig, un ex-Ranger dell'Esercito degli Stati Uniti, dedicatosi a impegni umanitari. Il video è differente dagli altri che lo hanno preceduto, dal momento che esso mostra la decapitazione di 18 prigionieri dell'esercito regolare siriano. Simbolicamente, i gihadisti sotterrano il cadavere di Kassig a Dābiq, luogo della battaglia di Marj Dabiq del 1516 grazie alla quale gli Ottomani avevano messo fine al Sultanato mamelucco e al "Califfato fantasma" abbaside del Cairo. «Jihadi John», il gihadista sospettato di aver trucidato Peter Kassig e gli altri quattro ostaggi prima di lui, dichiara: 
 ·  · .